# Іван Блох (лікар)

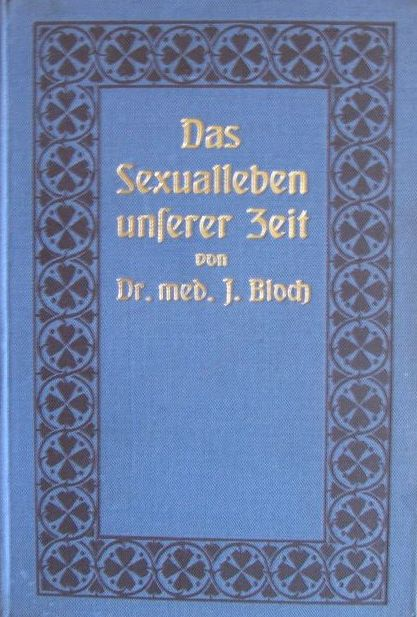
Das Sexualleben unserer Zeit, 1907

Іван Блох (нім. Iwan Bloch, псевдоніми Євген Дюрен, Альберт Гаґен, Феріфантор, Ґергард фон Вельзенбурґ; 1872—1922) — німецький лікар, дерматолог, венеролог і сексолог. Один із засновників сексології. Прихильник євгеніки.

## Біографія
Походив із єврейської сім'ї. Його батько Луїс Блох (1846—1892) торговець худобою, походив із Бассума; мати — Роза Лізетта Мейєр (1845—1921).
Медицину вивчав в університетах Бонна, Гейдельберга, Берліна (1896).
У 1907 році в монографії «Сексуальне життя нашого часу в його відносинах до сучасної культури» (нім. Das Sexualleben unserer Zeit in seinen Beziehungen zur modernen Kultur) Блох ввів поняття сексологія. У передмові до цієї книги він визначає сексологію як міждисциплінарну науку і пише, що «чисто медичний погляд на статеве життя, хоча він завжди був ядром сексології, недостатній для розуміння багатогранних сексуальних відносин з усіма сферами людського життя. Щоб оцінити все значення любові в житті людини і суспільства, а також її значення для культурного розвитку людства, вони повинні увійти в науку про людину в цілому, увібравши в себе і об'єднавши навколо себе всі інші науки, загальну біологію, антропологію і етнологію, філософію і психологію, медицину, історію літератури і культури в усьому їх обсязі.».
У 1910 році разом з Магнусом Гіршфельдом і Альбертом Ейленбургом проголосив створення синтетичної «науки про поле» (нім. Sexualwissenschaft).
У 1913 році сприяв організації «Медичного товариства із сексології та євгеніки».
У 1914 році спільно з Ейленбургом організував видання сексологічного журналу «Сексологія і євгеніка».
Блох писав також під псевдонімами (Євген Дюрен, Альберт Гаґен, Феріфантор, Ґергард фон Вельзенбурґ) історії моралі й наукові твори про сексуальність.

## Відгуки
У 1905 році в «Трьох нарисах із теорії сексуальності» Зиґмунд Фройд відзначав, що дослідження Блоха були спрямовані на антропологічне вивчення теорії сексуальності, а гомосексуальність до нього досліджувалася як патологія.

## Деякі твори
- Anthropological Studies on the Strange Sexual Practices of All Races and All Ages (2001, Reprint der englischen Ausgabe von 1933)
- Beiträge zur Aetiologie der Psychopathia sexualis Vorrede Albert Eulenburg (1902)
- Englische Sittengeschichte (früher: Das Geschlechtsleben in England) (zwei Bände, 1912, als Dühren)
- Der Fetischismus (1903, als Veriphantor)
- Irrungen menschlicher Liebe (o. J., als Veriphantor)
- Der Marquis de Sade und seine Zeit. Ein Beitrag zur Cultur- und Sittengeschichte des 18. Jahrhunderts. Mit besonderer Beziehung auf die Lehre von der Psychopathia Sexualis 1900 als Dühren. -1. Aufl. Barsdorf, Berlin 1900; Max von Harrwitz, Berlin 1904; 5. Aufl. Barsdorf, Berlin 1915 (Reihe: Studien zur Geschichte des menschlichen Geschlechtslebens Bd. 1.). Inges. 7 Aufl. zu Lebzeiten. Zuletzt 1978: Heyne, München ISBN 3-453-50124-1
  - in Engl. (Auszüge): Marquis de Sade. His life and his works Übers. James Bruce. Castle / Book Sales, NY 1948 (128 S.). Weitere Übers. ins Frz. und Span.
- Neue Forschungen über den Marquis de Sade und seine Zeit . Mit besonderer Berücksichtigung der Sexualphilosophie de Sade's auf Grund des neuentdeckten Original -Manuskriptes seines Hauptwerkes (als Dühren); Nachdruck 1965; wieder VDM Verlag Dr. Müller, Saarbrücken 2007
- Die Prostitution (Band 1, 1912; der 2. Band erschien posthum 1925)
- Rétif-Bibliothek. Verzeichnis der französischen und deutschen Ausgaben und Schriften von und über Nicolas Edme Restif de la Bretonne (1906, ud Pseudonym Eugen Dühren)
- Rétif de la Bretonne. Der Mensch, der Schriftsteller, der Reformator (1906, gleiches Pseud.)
- Das Sexualleben unserer Zeit in seinen Beziehungen zur modernen Kultur (1907, das grundlegende Werk erlebte in der Folgezeit mehrere Auflagen.)
- Die sexuelle Osphresiologie (1906, als Albert Hagen)
- Der Ursprung der Syphilis . Eine medizinische und kulturgeschichtliche Untersuchung (1901)
- Das Versehen der Frauen in Vergangenheit und Gegenwart und die Anschauungen der Aerzte, Naturforscher und Philosophen darüber (1899, als Gerhard von Welsenburg)
- Projekt Gutenberg-DE : Bibliothek der Sexualwissenschaft 36 Klassiker als Faksimile auf DVD. Hille & Partner ISBN 978-3-86511-524-9